# GvSIG
gvSIG (kurz für spanisch Generalitat Valencia Sistema de Información Geográfica) ist ein freies Geoinformationssystem. Das Programm stellt für die Verwaltung von Geodaten eine Vielfalt an Werkzeugen bereit. Entwickler und Anwender kommunizieren über User-Listen und können so aktiv an der Weiterentwicklung teilnehmen.

## Geschichte
Das in der spanischen Provinz Valencia beheimatete Regionale Amt für Infrastruktur und Transport (CIT) veröffentlichte im Jahr 2003 eine Ausschreibung für die Entwicklung einer Software zur Verarbeitung von geographischen Daten. Das Privatunternehmen Iver gewann die Ausschreibung und entwickelte den Prototyp von gvSIG, dies in Zusammenarbeit mit der städtischen Regierung und der Universität Jaume I in Castellón de la Plana.

## Eigenschaften
gvSIG ist in der Programmiersprache Java entwickelt und wird unter der GNU General Public License vertrieben. Die Software wird als Desktop Client eingesetzt, kommt aber auch häufig als Client für GDIs zum Einsatz. Folgendes ist die Charakteristik der Software:
- Plattform-unabhängig: Die Software ist mit verschiedenen Betriebssystemen kompatibel: Windows, Linux und Mac.
- Modularität: Neue Funktionen und Erweiterungen können einfach integriert werden, das Programm wird sich kontinuierlich weiterentwickeln.
- Interoperabel: gvSIG ist fähig, die gängigen Datenformate zu lesen und zu schreiben, sowohl freie Datenformate als auch proprietäre, wie dies ArcView, Microstation oder AutoCAD sind. Während des Arbeitsprozesses müssen die Datenformate nicht geändert werden. Die Datenhaltung in einer Geodatenbank (PostGIS, MySQL, Oracle, ArcSDE, HSQLDB) ist möglich.
- In der aktuellen Version werden unter anderem folgende Formate unterstützt:
  - Vektor: Shapefile, DXF, DGN
  - Raster: JPG, JP2, TIFF, GeoTIFF, MrSID, PNG, GIF, ECW
- Standardkonform: Die gängigen und zukünftigen Standards der wichtigsten Organisationen werden eingehalten, wie dies zum Beispiel durch die Europäische Kommission (INSPIRE-RL) oder das Open Geospatial Consortium (OGC) geschieht.

gvSIG ist in der Lage, Daten von externen Servern zu verarbeiten, beispielsweise Web Map Service, Web Coverage Service, Web Feature Service, Web Catalogue Service, Gazetter- und ECWP-Service.
Die freie Software gvSIG-Sextante und eine Schnittstelle zu GRASS GIS erweitern den Funktionsumfang von gvSIG um über 500 Module zur Raster- und Vektordatenanalyse. 2008 wurde der erste Prototyp von gvSIG Mobile veröffentlicht.
Eine auf gvSIG basierende Variante ist gvSIG Oxford Archaeology Edition 2010, die über eine leicht veränderte Oberfläche verfügt und bereits mehrere Erweiterungen, darunter SEXTANTE integriert hat.